# Nicolas David
Pour les articles homonymes, voir David.
Nicolas David est un littérateur né à Reims en 1822 et mort à Neuilly-sur-Seine en 1874. Il fut actif dans le monde du journalisme et de l'édition dans la région rémoise puis à Paris.

## Biographie
Nicolas David est né à Reims le 12 août 1822.
Typographe et correcteur d’imprimerie, il fonde avec Henri Gauthier en 1863, une collection d’ouvrages littéraires à bon marché sous le nom de Bibliothèque nationale. Celle-ci connut un certain succès et prospéra jusqu’en 1914. Il fonda à Reims également, en 1845 avec Pierre Dubois (1823-1868), la Revue de Reims. Il fut le rédacteur de cette revue pendant ses 6 mois d'existence. Il passe par plusieurs villes françaises (Marseille, Lyon, Épernay notamment) puis s'établit définitivement à Paris. Il participe à la Révolution de 1848 puis se consacre au journalisme et à l'imprimerie jusqu'à sa mort le 8 juin 1874 à Neuilly-sur-Seine.

## Sources bibliographiques
- Eugène Dupont (1920). Nicolas David et Pierre Dubois. Revue d'Histoire du XIXe siècle - 1848. 84, 76-99. (lien)
- Eugène Dupont (1920). Nicolas David et Pierre Dubois. Revue d'Histoire du XIXe siècle - 1848. 85, 153-177. (lien)